# Pablo Montero
Pablo Montero (Torreón, 1974. augusztus 23. –) mexikói énekes , dalszerző és színész.

## Élete
2002-ben kapcsolata volt Aracely Arámbulával , majd Ludwika Paletával. Van egy fia, Pablo, 2007-ben született, Sandra Vidal színésznőtől.

## Filmográfia
- 2015: Lo imperdonable .... Demetrio Silveira
- 2014: Mi corazón es tuyo .... Diego Lascuraín Borbolla
- 2012: Que bonito Amor .... Oscar Fernandez "El Coloso de Apodaca"
- 2011: Una Familia con suerte .... önmaga
- 2010: Triunfo del Amor .... Cruz Robles
- 2008: Fuego En La Sangre .... Franco Reyes-Robles
- 2007: Yo amo a Juan Querendón
- 2006: Duelo de pasiones .... Emilio Valtierra
- 2003: Rebeca .... Martín García
- 2002: Entre el amor y el odio .... Animas
- 2000: Abrázame muy fuerte .... Jose Maria Montes (2000–2001)
- 1999: Nunca te olvidaré.... Álvaro Cordero
- 1998: Vivo por Elena .... Luis Pablo
- 1995: Lazos De Amor .... Oscar Hernandez
- 1990: Mi pequeña Soledad .... Sacerdote

## Albumok
- 2011: El Abandonado
- 2008: Piquito De Oro: Mi Tesoro Norteño
- 2007: Mi Tesoro Norteño
- 2006: Que Bonita Es Mi Tierra
- 2005: A Toda Ley Graphic Design & Art Direction by: Adriana Rebold
- 2004: Con La Bendición De Dios
- 2003: Gracias...Homenaje A Javier Solís
- 2002: Pídemelo Todo
- 2000: Que Voy A Hacer Sin Ti
- 1999: Donde Estás Corazón